# Саншайн (Колорадо)
Саншайн (англ. Sunshine) — переписна місцевість (CDP) в США, в окрузі Боулдер штату Колорадо. Населення — 198 осіб (2020).

## Географія
Саншайн розташований за координатами 40°3′49″ пн. ш. 105°22′11″ зх. д. / 40.06361° пн. ш. 105.36972° зх. д. (40.063653, -105.369587).  За даними Бюро перепису населення США в 2010 році переписна місцевість мала площу 4,48 км², уся площа — суходіл.

## Демографія
Згідно з переписом 2010 року, у переписній місцевості мешкало 230 осіб у 99 домогосподарствах у складі 62 родин. Густота населення становила 51 особа/км².  Було 109 помешкань (24/км²).
Расовий склад населення:
| - 92,6 % — білих - 2,6 % — азіатів - 2,2 % — чорних або афроамериканців |

До двох чи більше рас належало 2,2 %. Частка іспаномовних становила 0,9 % від усіх жителів.
За віковим діапазоном населення розподілялося таким чином: 17,4 % — особи молодші 18 років, 72,6 % — особи у віці 18—64 років, 10,0 % — особи у віці 65 років та старші. Медіана віку мешканця становила 44,6 року. На 100 осіб жіночої статі у переписній місцевості припадало 113,0 чоловіків;  на 100 жінок у віці від 18 років та старших — 118,4 чоловіків також старших 18 років.
Середній дохід на одне домашнє господарство  становив 143 421 долар США (медіана — 165 563), а середній дохід на одну сім'ю — 143 421 долар (медіана — 165 563). 
Цивільне працевлаштоване населення становило 114 особи. Основні галузі зайнятості: науковці, спеціалісти, менеджери — 50,0 %, освіта, охорона здоров'я та соціальна допомога — 32,5 %, мистецтво, розваги та відпочинок — 17,5 %.